# Pla d'Adet
Pla d'Adet, también conocida como Saint-Lary 1700 es una estación de esquí situada de los Pirineos franceses, localizada en el departamento de Hautes-Pyrénées (región de Occitania). Está situada por encima del pueblo de Saint-Lary-Soulan, a una altitud de 1.680 metros. La subida a la estación de esquí es frecuentemente utilizada como fin de etapa en el Tour de Francia.

## Esquí
- 55 pistas[2]
- 30 remontes[2]

## Ciclismo

### Pista para bicicletas de montaña
La estación de esquí dispone de una pista para bicicletas de montaña que funciona en verano.

### Detalles del ascenso a Pla d'Adet
La subida comienza en la estación de esquí de Vignec, a las afueras de Saint-Lary-Soulan. Desde ahí, se prolonga a lo largo de 10,7 km, salvándose un desnivel de 861 m, con una pendiente media del 8% y con varias secciones al inicio del puerto en las que se supera el 12%.
La línea de llegada habitualmente utilizada en el Tour de Francia está situada en la cota 1.680 m, a pesar de que hasta el año 2005 estuvo en la cota 1.669 m. En las últimas ediciones se la considera una cima de "Categoría Especial" ("Hors Catégorie").

### Tour de Francia
El Tour de Francia ha incluido Pla d'Adet como fin de etapa en 11 ocasiones desde 1974, cuando se ascendió por primera vez. La más reciente fue en 2024:
- 2024:  Tadej Pogačar
- 2014:  Rafał Majka
- 2005:  George Hincapie
- 2001:  Lance Armstrong
- 1993:  Zenon Jaskuła
- 1982:  Beat Breu
- 1981:  Lucien van Impe
- 1978:  Mariano Martínez
- 1976:  Lucien van Impe
- 1975:  Joop Zoetemelk
- 1974:  Raymond Poulidor